# باستی (حوزه سرشماری)، نیویورک
باستی (به انگلیسی: Busti) یک منطقهٔ مسکونی در ایالات متحده آمریکا است که در نیویورک واقع شده‌است. باستی ۵٫۸۶ کیلومتر مربع مساحت و ۳۹۱ نفر جمعیت دارد و ۴۱۶٫۹۷ متر بالاتر از سطح دریا واقع شده‌است.